# Cinorta
Cinorta (em grego: Κυνόρτας, transl. Kynórtas), na mitologia grega, foi um rei de Esparta, pai de Ébalo e filho de Amiclas .
Amiclas, filho de Lacedemão, tinha três filhos, Égalo (o mais velho), Cinorta e Jacinto (o mais novo). Jacinto, o mais belo, morre antes do seu pai, e Égalo sucede Amiclas, sendo sucedido por Cinorta.
Ébalo, filho de Cinorta, foi seu sucessor.
Em Díctis de Creta, quando Helena lista seus ancestrais, ela interpõe Árgalo (e não Cinorta) como a geração intermediária entre Amiclas e Ébalo: Amiclas gerou Árgalo, o pai de Ébalo.